# Clive Davis
Clive Jay Davis (Brooklyn, 4 aprile 1932) è un produttore discografico statunitense, fondatore della Arista Records, J Records, ed è un membro della Rock and Roll Hall of Fame tra i non musicisti. È Chief Operator di Sony Music.

## Biografia

### Gioventù e inizi della carriera: gli anni alla CBS
Davis viene da una famiglia proletaria di origini ebraiche e crebbe a Brooklyn, New York. Ricevette il nome di Clive dalla madre, che era una grande fan di un attore britannico con lo stesso nome. Davis si diplomò alla Phi Beta Kappa della New York University College of Arts and Science nel 1953 e ricevette un diploma superiore in legge alla Harvard Law School.  Dopo il diploma divenne praticante legale in un piccolo studio legale e si trasferì in seguito allo studio Rosenman, Colin, Kaye, Petschek and Freund, che aveva come cliente la CBS Records.  Davis venne assunto come assistente al dipartimento legale della Columbia Records, appartenente alla CBS.
Scoprì la passione per la musica che lo portò a entrare nel mondo della discografia. Nel 1967 divenne presidente della CBS Records e quasi contemporaneamente divenne appassionato della nuova generazione di artisti folk rock e rock and roll. In quello stesso anno assistette al Monterey Pop Festival, che gli ispirò molte idee per il futuro. Firmò infatti contratti con Janis Joplin ed i Big Brother & the Holding Company, ed in seguito con gli Electric Flag, Santana, Bruce Springsteen, i Chicago, Billy Joel, i Blood, Sweat & Tears e i Pink Floyd. La ditta, che aveva in precedenza evitato di pubblicare musica rock, raddoppiò la propria presenza sul mercato in tre soli anni: nel 1972 Davis riuscì a mettere sotto contratto anche gli Earth, Wind & Fire.
Sotto pressione per un'inchiesta governativa sulle irregolarità finanziarie nell'industria discografica, e timorosa che le venissero revocate le licenze, la CBS decide di licenziare Davis assieme al suo Direttore delle Relazioni con gli Artisti, David Wynshaw, che erano stati accusati di usare il denaro della ditta per spese personali. A seguito di queste accuse, Davis nel 1976 fu condannato a pagare una multa di diecimila dollari.

### Gli anni della Arista
Dopo essere stato cacciato dalla CBS Records, la Columbia Pictures assunse Clive Davis come consulente per le iniziative discografiche della compagnia. Dopo aver assunto la presidenza della divisione discografica alla fine del 1974, Davis riunì le varie etichette della Columbia (come la Colpix Records, la Colgems Records e la Bell Records) in una nuova realtà con il nome di Arista Records, acquistando una parte dei diritti della compagnia dalla stessa Columbia. Il nome Arista era un omaggio alla scuola secondaria di New York City in cui aveva studiato lo stesso Davis. L'etichetta divenne presto una delle industrie discografiche più importanti del paese, con superstar della musica pop come Whitney Houston, Barry Manilow, Dionne Warwick, Monica, Gary Glitter, Exposé, Angie Aparo, Sarah McLachlan, Annie Lennox, Kenny G, i rapper The Notorious B.I.G. e Sean "Puffy" Combs, Aretha Franklin, Toni Braxton, Air Supply, Ace of Base, The Alpha Band, Grateful Dead, TLC, Willie Nile, Nona Hendryx, Fantasia Barrino e Patti Smith. Negli anni settanta l'Arista sviluppò una linea dedicata al jazz grazie all'etichetta affiliata Freedom Records, concentrandosi sulla diffusione del jazz più sperimentale e moderno ed ereditando al tempo stesso gran parte degli artisti resi famosi dalla leggendaria etichetta Savoy Records. 
Davis fu oggetto di satira nel film di Patrick Macnee del 1984 This is Spinal Tap. Il 28 gennaio 1997, Davis ricevette il suo posto nella Hollywood Walk of Fame.
Nel 2000, Davis ebbe delle divergenze con i proprietari della Arista facenti capo alla BMG (membro del gruppo Bertelsmann) sul modo di condurre l'etichetta.

### Altri fatti notevoli
Nel 2003, Davis ha fatto una donazione alla Tisch School of the Arts della New York University (NYU) per creare il Clive Davis Department of Recorded Music. Il programma di studio, il primo del genere nel paese, forma nuovi musicisti introducendoli al mondo della produzione discografica.